# Dinastia Xin
Dinastia Xin (新朝 em pinyin, Xīn Cháo, significando Nova Dinastia) foi uma "dinastia" (embora, contrariamente ao habitual nas dinastias, só tenha tido um reinante) que se estendeu do ano 8 ao ano 23. O seu único imperador foi Wang Mang (王莽). Intercalou-se entre a Dinastia Han ocidental e a Dinastia Han oriental.
Wang Mang era sobrinho da Imperatriz Wang Zhengjun, e tornou-se poderoso após a morte do seu sobrinho-neto, o Imperador Ai no ano 1 a.C.. Depois de vários anos de culto da personalidade tomou o poder como imperador no ano 8.  Todavia, ao mesmo tempo que era um ilustre e esclarecido político e sábio, era um governante incompetente, e a sua capital, Chang'an, foi cercada no ano 23 por rebeldes camponeses. Morreu nesse cerco.
| Nome próprio | Reinado | Nomes de era (年號) e duração |
| ------------ | ------- | --- |
| Wang Mang    | 8-23    | Shijianguo (始建國 shi3 jian4 guo1, "Iniciar a fundação de uma nação") 9- 13 Tianfeng (天鳳 tian1 feng1, "Feng celeste") 14-19 Dihuang (地皇 di4 huang2, "Imperador terrestre") 20-23 |